# Hosszúvíz
Hosszúvíz község Somogy vármegyében, a Marcali járásban.

## Fekvése
Marcali dél-délkeleti szomszédságában helyezkedik el, a város központjától légvonalban 7,5, közúton körülbelül 11 kilométerre. Mindössze két további településsel határos közvetlenül: keleti szomszédja Libickozma, a nyugati pedig Mesztegnyő; dél felől ez utóbbihoz tartozó, jobbára lakatlan külterületek határolják. Északnyugat felől még közel fekszik hozzá Kelevíz is, de a közigazgatási területeik nem érintkeznek.
Zsáktelepülés, közúton csak egy irányból érhető el, a 68-as főútból Mesztegnyő északi felében kiágazó 67 130-as számú mellékúton.
Vasútvonal nem érinti, mindössze a Mesztegnyői Állami Erdei Vasút nyomvonala halad el a délnyugati határszéle mellett, de azt nem lépi át.

## Története
Hosszúvíz Somogy vármegye egyik legkisebb, még önálló önkormányzattal rendelkező községe. Létrejötte Mária Terézia uralkodásának idejére tehető. 1760 körül született a falu, amikor többnyire Csehországból idetelepült németek népesítették be. A község első neve Hidas lett a sok ér, patak miatt; később ezt már csúfnévnek tartották. Az úttest egykor jellegzetesen nadrágszíj-telkei közepén haladt. A (nem középkori család) Hunyady-birtokon települők először dohánytermesztéssel foglalkoztak.
A falu Fő utcájának keleti oldalán két festett neogót ízlésű, elfogadható állapotú, nem restaurált kőkereszt áll feszülettel és Mária Magdolnával. A résztelepülésként kelet felé idetartozó Cserfekvés 20. század eleji település. A harmincas években 325 lakosa, 64 háza volt. 1959-ben termelőszövetkezet alakult, s 1963-ban egyesült a mesztegnyőivel. Ekkor egyesült a tanács is. Hosszúvíz társközség lett. Ez idő tájt indul meg az elvándorlás (Hosszúvíznek ekkor 180 lakosa volt, most 74 fő; Cserfekvésnek ekkor 200 fő lakosa, most 12 fő). A II. világháború után a környezeti adottságokra épülő libatenyésztés volt a fő jövedelemforrás; ez a körzetesítések után kezdett hanyatlani, majd megszűnt.
A község egyetlen utcájának nyugati oldala végig beépített, a keleti oldalnak alig fele. 37 lakóházból 5 faház néhai Urr Béla polgármester idejéről budapestiek „nyaralója”, másik pedig külföldiek (olasz vadászok – eladó, Németországból visszatért német származásúak) vásároltak meg. A község legalább öt háza eladó. Parasztházai inkább kis méretűek, egyesek ízlésesek, sokan romosak. Gazdasági épületeik közül már csak két istálló áll, kapuval, két vörös szemöldökös ablakkal. A keleti, parcellázatlan részen kapott helyet a park és az új, 1996-ban épült tégla harangláb.
A 37 sz. Somogyszob–Balatonszentgyörgy-vasútvonal vonatai helyett 2009. december 13-tól autóbuszjáratok közlekednek. (A Hosszúvízről Mesztegnyő állomáson nem vehető igénybe a korábbi Brmot vagy Bzmot jelzetű motorvonat, amely nem jár.)
Épületeinél ápoltabb temetője van a Mesztegnyő felé vezető úton. A másik irány, a Boronka-melléki Tájvédelmi Körzet védett erdejébe vezet. Hosszúvíz községhez tartozik a földúton megközelíthető Cserfekvés és Virágos-puszta. 2005-ben már mobilposta-szolgálat jár a településre és Cserfekvésre is. A még a szocializmus idején épült kis kultúrháza ad otthont az Önkormányzati Irodának és az orvosi rendelőnek. A lakosság ellátását az önkormányzat pályázati pénzből, falugondnoki szolgálata oldja meg egy kisbusszal.
Klímája igen nedves. Bár homokbuckán fekszik, levegője rendkívül tiszta. Olykor amatőrcsillagászok végeznek megfigyeléseket éjszakai egén, amely élményszerűen gazdag csillagképekben.

## Közélete

### Polgármesterei
| 1990-'94 | 1994-'98 | 1998-'02 | 2002-'06 | 2002-'06         | 2006-'10         | 2010-'14         | 2014-'19         | 2019-'24         | 2024-      |
| 1990-'94 | 1994-'98 | 1998-'02 | '02- '05 | '05- '06         | 2006-'10         | 2010-'14         | 2014-'19         | 2019-'24         | 2024-      |
| -------- | -------- | -------- | -------- | ---------------- | ---------------- | ---------------- | ---------------- | ---------------- | ---------- |
| Urr Béla | Urr Béla | Urr Béla | Urr Béla | Csizmadia Attila | Csizmadia Attila | Csizmadia Attila | Máté-Botos Ivett | Máté-Botos Ivett | Máté Gábor |
|          |          |          |          |                  |                  |                  |                  |                  |            |
| –        | –        | –        | –        | –                | –                | –                | –                | –                | –          |
|          |          |          |          |                  |                  |                  |                  |                  |            |

A község első polgármestere a rendszerváltás után Urr Béla volt. Bő tizennégy évig át állt a falu élén, összesen négy választást megnyerve. Ám 2004 decemberében, hosszú betegeskedés után elhunyt. Az időközi választásra 2005. április 24-én került sor, amelyet Csizmadia Attila nyert meg. Még két további választáson is ő nyerte a választók többségének a bizalmát, így csaknem egy évtized múlva adta át székét Máté-Botos Ivettnek.
| Év   | Év   | Jelöltek száma | Részvétel    | Megválasztott polgármester | Megválasztott polgármester | Megválasztott polgármester | Szavazat     | Szavazat     | Forrás |
| Év   | Év   | Jelöltek száma | Részvétel    | név                        | szervezet                  | szervezet                  | db           | érv.%        | Forrás |
| ---- | ---- | -------------- | ------------ | -------------------------- | -------------------------- | -------------------------- | ------------ | ------------ | ------ |
| 1990 | 1990 | (nincs adat)   | (nincs adat) | Urr Béla                   |                            | –                          | (nincs adat) | (nincs adat) | [ 6 ]  |
| 1994 | 1994 | 1              | 92%          | Urr Béla                   |                            | –                          | 39           | 100%         | [ 7 ]  |
| 1998 | 1998 | 4              | 86%          | Urr Béla                   |                            | –                          | 28           | 64%          | [ 8 ]  |
| 2002 | 2002 | 3              | 96%          | Urr Béla                   |                            | –                          | 30           | 57%          | [ 9 ]  |
|      | 2005 | 4              | 88%          | Csizmadia Attila           |                            | –                          | 21           | 48%          | [ 4 ]  |
| 2006 | 2006 | 2              | 91%          | Csizmadia Attila           |                            | –                          | 30           | 64%          | [ 10 ] |
| 2010 | 2010 | 1              | 83%          | Csizmadia Attila           |                            | –                          | 26           | 100%         | [ 11 ] |
| 2014 | 2014 | 2              | 93%          | Máté-Botos Ivett           |                            | –                          | 21           | 53%          | [ 12 ] |
| 2019 | 2019 | 1              | 60%          | Máté-Botos Ivett           |                            | –                          | 26           | 100%         | [ 13 ] |
| 2024 | 2024 | 2              | 68%          | Máté Gábor                 |                            | –                          | 26           | 78,79%       | [ 1 ]  |

## Népesség
A település népességének változása:
| Lakosok száma | 46   | 42   | 48   | 43   | 50   | 51   | 49   |
|               | 2013 | 2014 | 2015 | 2021 | 2022 | 2023 | 2024 |

A 2011-es népszámlálás során a lakosok 97,8%-a magyarnak, 4,4% cigánynak, 4,4% németnek mondta magát (a kettős identitások miatt a végösszeg nagyobb lehet 100%-nál). A vallási megoszlás a következő volt: római katolikus 60%, református 4,4%, evangélikus 6,7%, felekezet nélküli 22,2% (4,4% nem nyilatkozott).
2022-ben a lakosság 82%-a vallotta magát magyarnak, 4% németnek, 2% szlováknak (14% nem nyilatkozott; a kettős identitások miatt a végösszeg nagyobb lehet 100%-nál). Vallásuk szerint 42% volt római katolikus, 8% evangélikus, 2% református, 2% egyéb katolikus, 12% felekezeten kívüli (32% nem válaszolt).

## Nevezetességei
Hosszúvíz községben két kiemelten védett környezetvédelmi terület is van, amely a kipusztulástól is veszélyeztetett állat- és növényritkaságok otthona.
Az egyik az egykori homokbánya, ahová partifecskék és gyurgyalagok települtek. Ezeknek a madaraknak egyik legnépesebb populációját éppen itt lehet megfigyelni. Egy madárról kapta a nevét a település határában található védett legelő is. A Gólyás-réten gyakran látni az Európa-szerte ritkaságnak számító fekete gólyát. A rét azonban nemcsak ezért érdekes, hanem azért is, mert számos szigorúan védett növényritkaságnak is otthont ad. A tőzikétől egészen a késő őszig nyílik valamilyen vadvirág. Nagy számban vannak itt kosborok, tárnicsok és különféle nárciszok, a legkülönlegesebb védett virág pedig a kockás liliom. Legtöbbet hóvirágból és tőzikéből találni. Kora tavasszal egész rétnyi területek borulnak fehérbe, szinte szőnyegszerűen virágzik a tavasz első két vadvirága.
A világháború idején Hosszúvíz határában egy erdőrészt teljesen elaknásítottak. Azon a területen sokáig nem lehetett fát kivágni, s ezért igazi faritkaságok: több száz éves tölgyek és kőrisek maradtak a kényszerből megvédett erdőben.
A Hosszúvízhez tartozó, Cserfekvés nevű, egykor virágzó faluban ma is áll egy elhagyatott, pusztuló templom.

## Képek

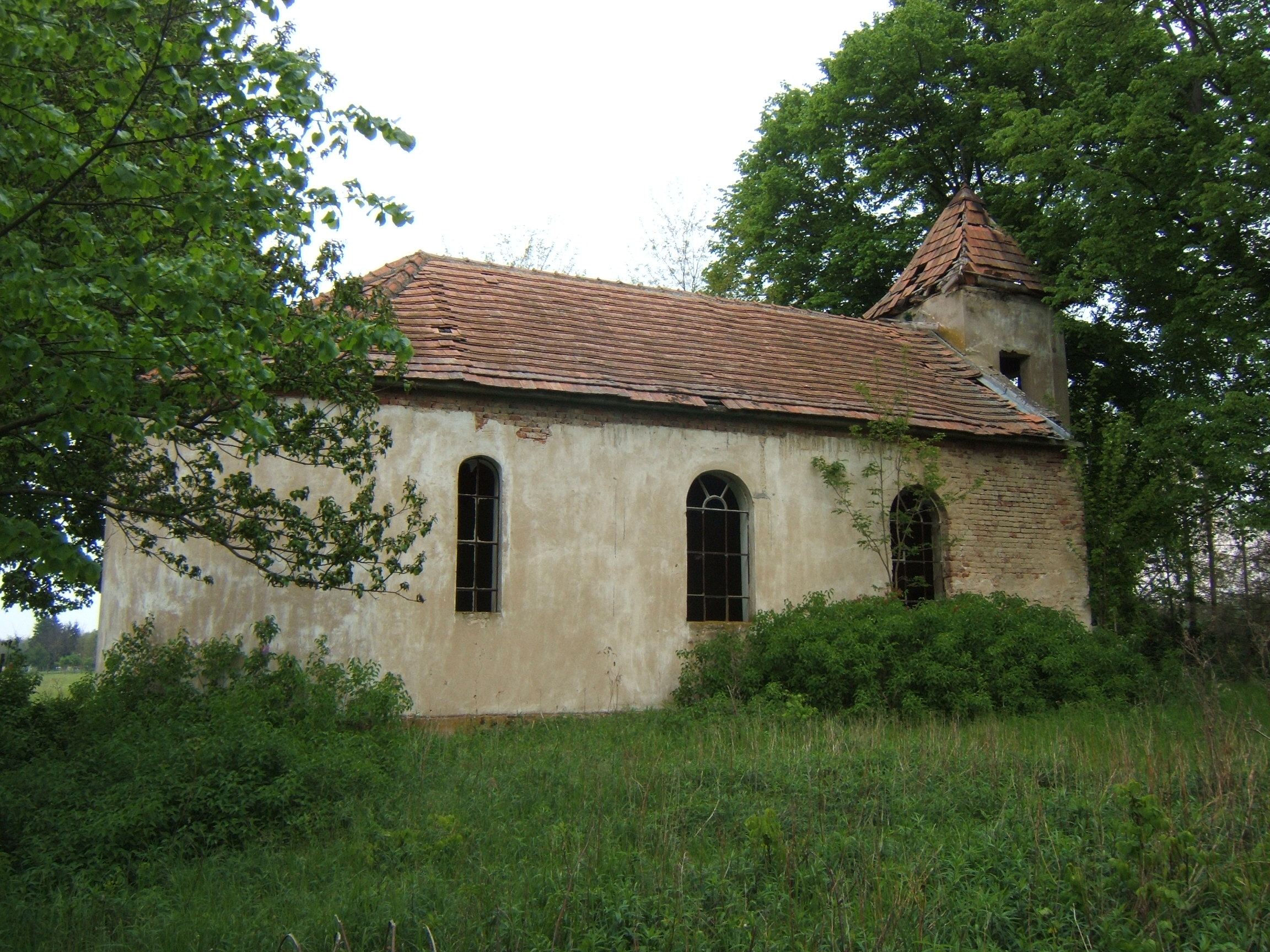
A cserfekvési templom
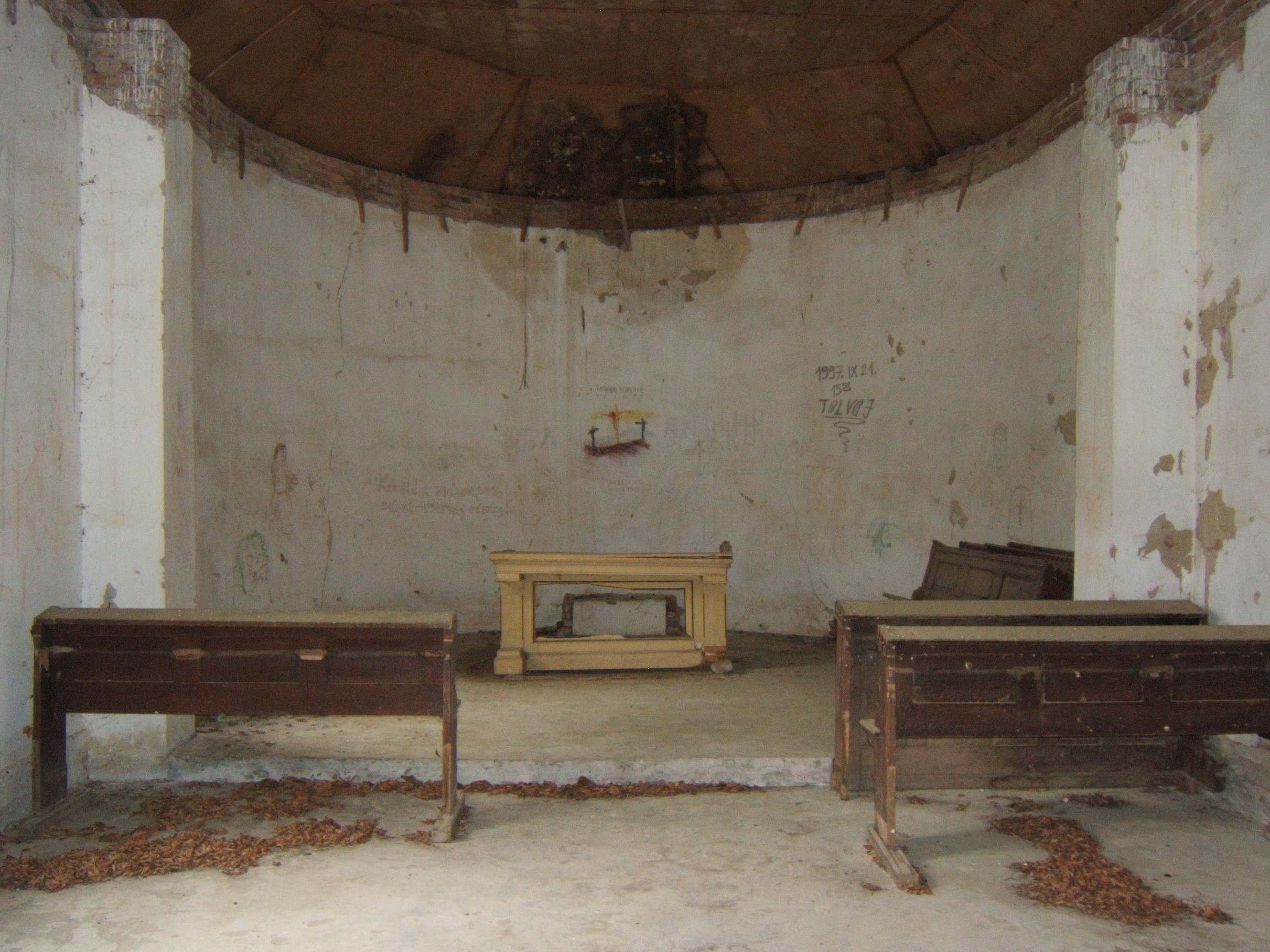
A cserfekvési templom belseje
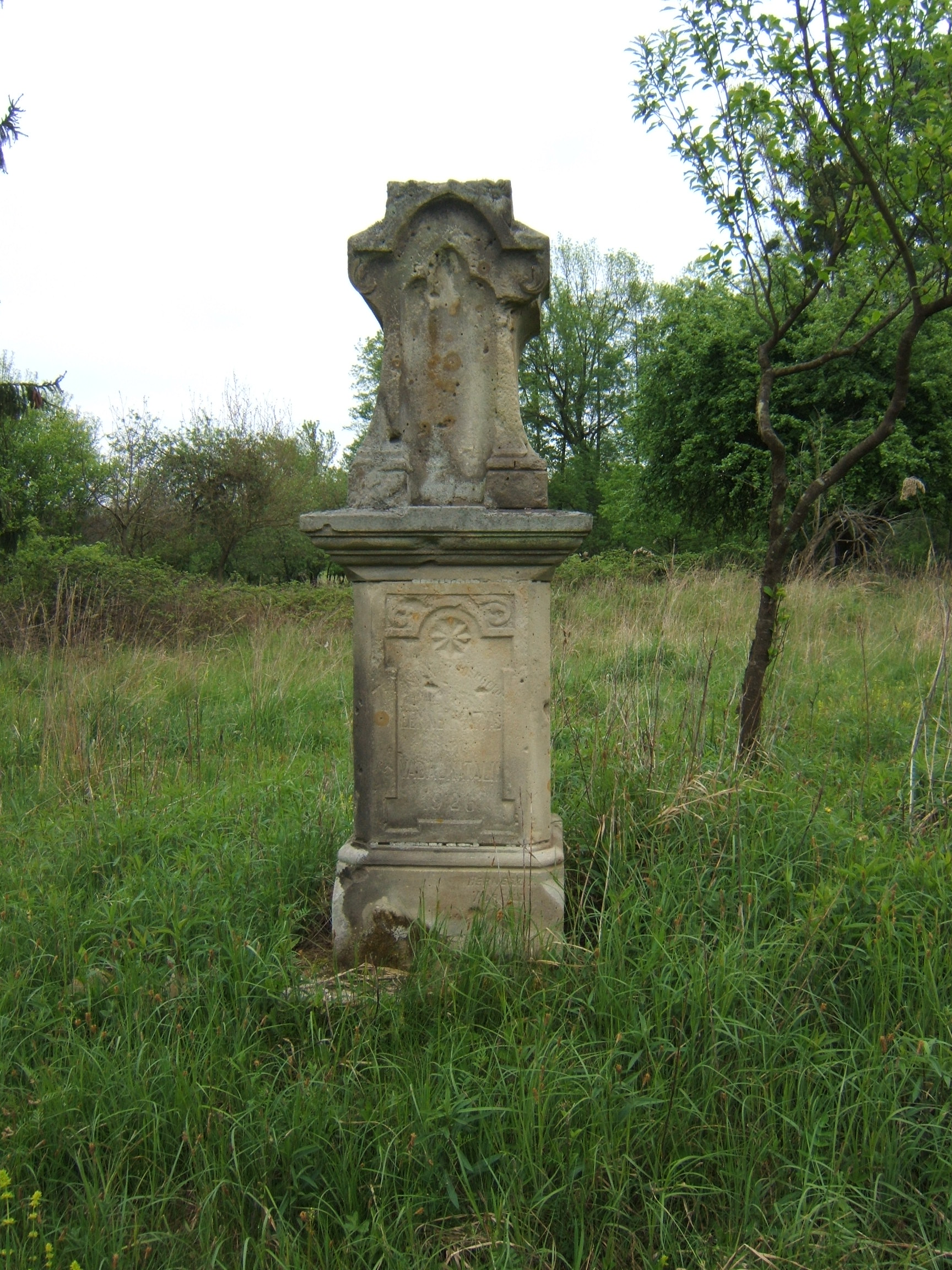
Egy 99 éves kőkereszt maradványai Cserfekvésen
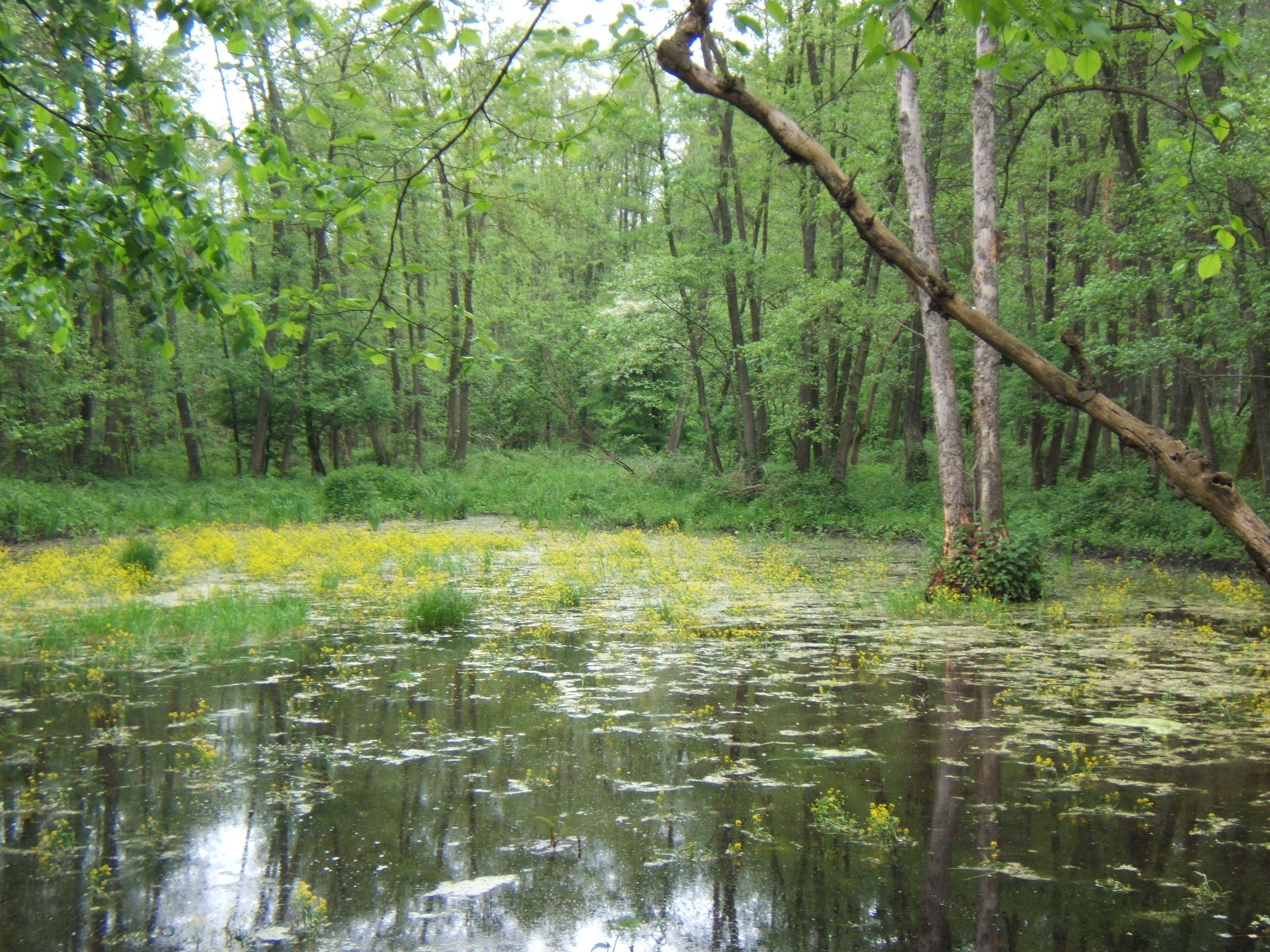
Mocsár Cserfekvés közelében